# Gustavo Sorzano
Gustavo Sorzano Bautista (Bucaramanga, Santander, Colombia; 19 de mayo de 1944) es un arquitecto, diseñador, publicista y artista colombiano.

## Biografía
Gustavo Sorzano Bautista nació en el seno de una familia tradicional santandereana. En 1963 se graduó de bachiller del Colegio San Pedro Claver de Bucaramanga. Inició sus estudios universitarios en la Universidad de Miami donde realizó exploraciones en el campo del dibujo, la pintura y el ensamblaje. En 1966, atraído por la escena cultural neoyorquina, se inscribió en la Escuela de Arquitectura de la Universidad de Cornell, donde escogió como complemento profesional a la música.
En 1969 obtuvo el título B.F.A. College of Architecture, Cornell University y posteriormente se radicó en Bogotá para desempeñarse como docente en el Instituto de Investigaciones Estéticas de la Pontificia Universidad Javeriana, institución donde replicó su experiencia con Musika Viva Ensemble en el grupo Musika Viva.
Al año siguiente renunció a su cargo docente e ingresó a la empresa de publicidad Leo Burnett, sin dejar de lado su experimentación con Musika Viva, grupo con el cual grabó Zeguscua en el Estudio Ingeson dirigido por Manuel Drezner.
En 1995 realizó su retrospectiva Diseño Integral en Bucaramanga, donde articuló obras, planos y proyectos de los distintos campos donde se había desempeñado hasta el momento. Esto le impulsó a crear el Instituto de Desarrollo Creativo IDC, y a realizar la primera edición del libro Lógica De-mente.
En 2010, junto a Patricia Janiot, Felipe Pagés y Aldo Espinosa creó Innovadores de América, para apoyar el desarrollo de iniciativas benéficas para la región.[cita requerida]

## Libros
- Arquitectura Integral (1986 con Alberto Saldarriaga Roa)
- Lógica de-Mente (2006)